# Aeropuerto de Gómel
El Aeropuerto de Gomel (IATA: GME, OACI: UMGG) es un aeropuerto situado a 8 kilómetros de Gómel, la segunda mayor ciudad de Bielorrusia. Fue inaugurado en 1968.

## Aerolíneas y destinos
| Aerolíneas | Destinos |
| ---------- | --- |
| Belavia    | Temporal: Kaliningrado, Minsk Nacional Charter temporal: Burgas, Hurghada, Nizhnevartovsk, Noyabrsk, Salónica, Zakynthos (desde mayo de 2015) |